# 通川郡
通川郡（トンチョンぐん）は朝鮮民主主義人民共和国の江原道に属する郡。名目上は韓国江原特別自治道の最北端の郡である。

## 地理
太白山脈の東側、日本海沿岸に位置する郡。
隣接行政区は以下の通り。
- 南 － 高城郡・金剛郡・昌道郡
- 西 － 淮陽郡・安辺郡

郡内の地形としては以下がある。
- 旗対嶺
- 国島
- 鴨龍端

## 行政区画
1邑・30里を管轄する。
| - 通川邑 - 佳興里 - 江洞里 - 巨城里 - 旧邑里 - 君山里 - 金蘭里 - 垈谷里 - 路上里 - 龍水里 - 龍川里 - 梨木里 - 鳴皐里 - 嵋坪里 - 芳浦里 - 碧巌里 | - 宝炭里 - 宝湖里 - 峯湖里 - 松田里 - 新垈里 - 新林里 - 新興里 - 慈山里 - 長台里 - 長津里 - 中泉里 - 沛川里 - 豊山里 - 河水里 - 貨通里 |

## 歴史

### 前近代
高句麗時代には、休壌郡と習比谷県が置かれた地域である。新羅時代にはそれぞれ金壌郡・習谿県と改称された。
高麗時代に習谿県は歙谷県に、金壌郡は通州にそれぞれ改称された。
朝鮮王朝時代、この地域は江原道観察使の管轄となった。1413年、通州は通川郡に改称された。

### 近代
1895年、江陵府所属の通川郡・歙谷郡となり（二十三府制）、1896年に2つの郡は江原道に属することとなった。1910年、歙谷郡が通川郡に編入された。
1936年には、庫底港を有する順嶺面が庫底邑に昇格した。1945年8月の時点で、1邑6面（庫底邑・通川面・松田面・鶴一面・歙谷面・碧養面・臨南面）が存在した。

### 第二次世界大戦後
1952年12月の行政区画統廃合にともない、臨南面を高城郡に、歙谷面の6里を安辺郡に編入。庫底面（庫底邑）・通川面・松田面・鶴一面・碧養面の全域、歙谷面の一部からなる通川郡が再編された（1邑31里）。人民委員会を庫底邑に設置してその区域を通川邑と定め、旧通川面の中心集落は旧邑里に改称された。2003年現在、1邑30里からなる。

### 年表
この節の出典
- 1413年 - 通州とされた。
- 1895年 - 江陵府通川郡・歙谷郡となった。
- 1896年 - 江原道通川郡・歙谷郡となった。
- 1910年 - 歙谷郡が通川郡に編入。
- 1914年4月1日 - 郡面併合により、通川郡に以下の面が成立。(8面)
  - 順嶺面・郡内面・碧養面・踏銭面・臨南面・鶴一面・鶴二面・鶴三面
- 1917年 - 郡内面が通川面に改称。(8面)
- 1923年 - 通川面が郡内面に改称。(8面)
- 1928年4月1日 - 鶴二面・鶴三面が合併し、歙谷面が発足。(7面)
- 1931年 - 郡内面が通川面に改称。(7面)
- 1936年10月1日 - 順嶺面が庫底邑に昇格。(1邑6面)
- 1945年(光復直後) (1邑7面)
  - 踏銭面が松田面に改称。
  - 歙谷面が分割され、鶴二面・鶴三面が発足。
- 1949年 (7面)
  - 鶴二面・鶴三面が合併し、歙谷面が発足。
  - 庫底邑が庫底面に降格。
- 1952年12月 - 郡面里統廃合により、通川郡庫底面・通川面・碧養面・松田面・鶴一面および歙谷面の一部地域をもって、通川郡を設置。通川郡に以下の邑・里が成立。(1邑30里)
  - 通川邑・宝炭里・嵋坪里・旧邑里・峯湖里・貨通里・河水里・君山里・慈山里・龍川里・長津里・豊山里・麻田里・宝湖里・梨木里・垈谷里・沛川里・長台里・松田里・巨城里・路上里・江洞里・龍水里・新垈里・芳浦里・佳興里・中泉里・碧巌里・新林里・新興里・金蘭里
- 1954年10月 (1邑30里)
  - 龍川里・貨通里の各一部が合併し、鳴皐里が発足。
  - 麻田里が梨木里に編入。
- 1967年10月 - 豊山里の一部が梨木里に編入。(1邑30里)

## 交通
- 金剛山青年線
  - 洞庭湖駅 - 鳴皐駅 - 金峯江駅 - 侍中湖駅 - 通川駅 - 東海駅 - 新垈里駅

## 出身者
- 鄭周永 － 実業家、1915年通川郡松田面峨山里生まれ
- 竹島紀元 - 鉄道ジャーナル初代編集長、1926年通川生まれ。終戦まで朝鮮半島で生活。
- リ・チュニ - 朝鮮中央放送委員会のアナウンサー